# Каваду (річка)
Каваду (порт. Rio Cávado) — річка в Португалії. 
Розташована на півночі країни. Бере свій початок у Сьєрра-Ларок на висоті 1 520 м. Довжина — 135 км, впадає в Атлантичний океан, біля міста Ешпозенде. Площа басейну — близько 1 589 км². Річка протікає в околицях таких міст, як Віла-Верде, Ешпозенде, Брага та Барселуш. Має ряд приток. 